# Adapur, Lingsugur
Adapur là một làng thuộc tehsil Lingsugur, huyện Raichur, bang Karnataka, Ấn Độ.